# 趙元益
趙元益（1840年—1902年）字靜涵，江蘇新陽人。
光緒舉人，精通醫學，曾為丁福保醫治肺疾。清同治八年（1869年）入江南製造局翻譯館任職，翻譯《儒門醫學》，《內科理法前後編》、《光學》等。光緒十五年出使英、法。